# Waltraud Bachmaier-Geltewa
Waltraud Bachmaier-Geltewa (* 13. November 1953 in Kapfenberg) ist eine österreichische Politikerin (SPÖ) und war von 1991 bis 2015 Abgeordnete zum Steiermärkischen Landtag. 
Sie war stellvertretende Klubobfrau der SPÖ-Landtagsfraktion und übte daneben auch die Funktionen als stellvertretende SPÖ-Landesfrauenvorsitzende und SPÖ-Bezirksfrauenvorsitzende in Bruck an der Mur aus.